# 杵二 (箕宿)

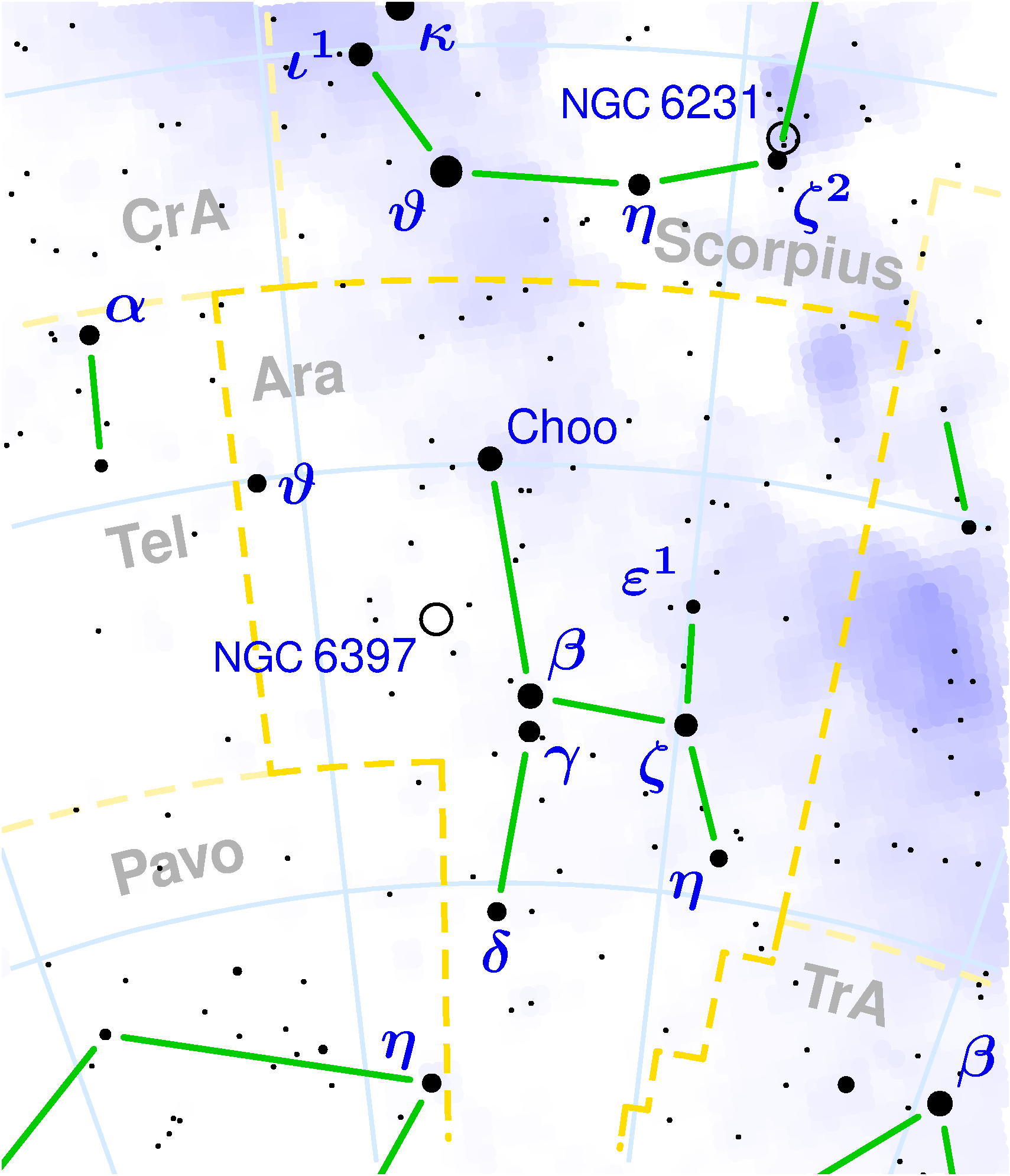
天壇座

天壇座α (α Ara / α Arae) 是天壇座內第二亮的恆星，它的傳統名稱源自中文普通話的Tchou或Choo，意思是杵(chǔ)。
天壇座α是一顆藍-白的B型主序矮星，距離地球約242光年。它是一顆Be星，光度在+2.79至 +3.13之間變動，平均視星等 +2.84。
有些研究顯示天壇座α是一顆以非常高速度自轉的恆星，在赤道的速度是每秒470公里 （页面存档备份，存于）。